# P̌

P s háčkem

P̌ (minuskule p̌) je speciální znak latinky. Nazývá se P s háčkem. Písmeno se používá pouze v přepisu lazštiny, kde slouží pro přepis znaku პ (někdy se však přepisuje jako písmeno Ṗ). Čte se jako biabiální ejektiva (pʼ), což je silnější vyslovování P. V Unicode pro znaky neexistuje předkomponovaná varianta, používá se běžné latinkové písmeno p (U+0050 pro majuskulní, resp. U+0070 pro minuskulní variantu) následované kombinujícím diakritickým znaménkem háček U+030C.